# Lluny de la terra cremada
Lluny de la terra cremada (títol original en anglès, The Burning Plain) és una pel·lícula estatunidenca escrita i dirigida per Guillermo Arriaga, estrenada el 2008. Com els precedents guions d'Arriaga, aquest és un relat que encaixa diverses històries finalment enllaçades entre elles. Ha estat doblada al català.

## Argument
Una parella adúltera mor en l'incendi de la caravana que amagava els seus amors. Una restauradora de Portland lliga amb un d'hispanoparlant. Els nens respectius de la parella desapareguda intenten comprendre l'origen d'aquesta passió; així, s'acosten i s'apassionen l'un de l'altre. A Mèxic, un pilot de feines agrícoles té un accident amb el seu avió.

## Repartiment
- Charlize Theron: Sylvia
- Kim Basinger: Gina
- Jennifer Lawrence: Mariana, la filla de Gina
- Joaquim de Almeida: Nick Martinez, l'amant de Gina
- Danny Pino: Santiago Martinez, el fill de Nick
- J D. Pardo: Santiago Martinez, de jove
- Robin Tunney: Laura, la col·lega i amiga de Sylvia
- Brett Cullen: Robert, el marit de Gina
- Tessa Ia: Maria Martinez, la filla de Santiago
- Rachel Ticotin: Sra. Martinez
- José María Yazpik: Carlos, el col·lega pilot de Santiago
- John Corbett: el cuiner amant de Sylvia
- Diego J Torres: Cristobal Martinez, el germà de Santiago
- Marty Pazapian: el client que se'n va al llit amb Sylvia

## Al voltant de la pel·lícula
Després d'haver estat el guionista de les pel·lícules Amores perros, 21 grams i Babel dirigidas per Iñárritu, i de la de Tommy Lee Jones: The Three Burials of Melquiades Estrada, Guillermo Arriaga fa aquí el seu inici com a director. Diu haver volgut escriure un guió que rodaria ell mateix després d'11 anys escrivint per a altres.

## Premis
Jennifer Lawrence ha rebut per a aquesta pel·lícula el premi a la Millor esperança a la Mostra de Venècia.